# Ана Клевска
Ана Клевска (на немски: Anna von Julich-Kleve-Berg; 22 септември 1515, Дюселдорф, Германия; † 16 юли 1557, Лондон, Кралство Англия) е германска благородничка и кралица на Англия от 6 януари до 9 юли 1540 г.

## Живот
Тя е втора дъщеря на Йохан III фон Юлих-Клеве-Берг (1490 – 1539), херцог на Юлих-Клеве-Берг, Гелдерн, граф на Марк и Равенсберг, и съпругата му графиня Мария фон Юлих-Берг († 1543).
Бащата на Ана е силно повлиян от Еразъм Ротердамски и играе скромна роля в Реформацията, опълчвайки се на император Карл V. След смъртта на Йохан III през 1539 най-възрастният брат на Ана – Вилхелм Богатия, наследява титлата граф на Юлих-Клев-Берг.
През 1540 г. Ана се омъжва за английския крал Хенри VIII. Тя е четвъртата му съпруга. Тъй като бракът им не е консумиран, той е анулиран, след което Ана получава щедро обезщетение от краля, и от този момент нататък към нея се обръщали като към „Обичната сестра на Краля“.